# ファンクションフィールド
ファンクションフィールドはジャパンラグビートップリーグのラガーマンが中心となり子供向けの教室やその他の社会貢献活動を行う団体。またはそのプロジェクト名称。現在はラグビーのほかバスケットボールやバレーボールのスポーツ教室なども開催している。

## 活動
当初はラグビーの普及を中心としており選手の実績を活かしたスポーツ教室を開催したり、子供たちを試合観戦に招待するなどの啓蒙活動でスタートした。
また、スポーツ教室に留まらず児童施設慰問や環境保護活動などにも積極的に取り組む姿勢を示している。

## 名称の由来
ファンクションフィールドのファンクションには”交流”と”機能”が、フィールドには”場所”という意味が込められている。
本来、英語のファンクションが意味するのは機能のみで交流という意味はもっていないが活動の中心にラグビー関係者が多く、ラグビーの試合後行われるアフターマッチファンクションから交流という意味が用いられている。

## スポーツ教室
最初のスポーツ教室はやはりラグビークリニックであった。埼玉県深谷市の櫛引ヶ原ラグビー場にて行われ、終了後には同市内の児童施設にも慰問に訪れた。